# Ricardo Paras jr.

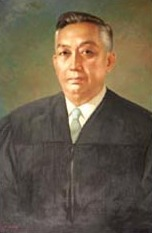
Ricardo Paras jr.

Ricardo M. Paras jr. (Boac, 17 februari 1891 - 10 oktober 1984) was een Filipijns politicus en rechter. Paras was van 1951 tot 1961 opperrechter van het Hooggerechtshof van de Filipijnen.

## Biografie
Ricardo Paras werd geboren op 17 februari 1891 in Boac in de Filipijnse provincie Marinduque. Hij was de oudste zoon uit een gezin van tien kinderen van Andrea Mercader en Ricardo Paras sr., een van de ondertekenaars van de Filipijnse Grondwet van Malolos en provinciaal gouverneur. Paras jr. studeerde rechten de Escuela de Derecho, maar stapte gedurende de opleiding over naar de nieuwe opgerichte University of the Philippines. Na het behalen van zijn bachelor-diploma rechten in 1913 slaagde hij tevens voor het toelatingsexamen voor de Filipijnse balie en werkte enkele jaren op het advocatenkantoor van Ross & Lawrence. In 1919 werd hij gekozen tot lid van het Filipijns Huis van Afgevaardigden namens het 2e kiesdistrict van Tayabas (het tegenwoordige Quezon). In het Huis van hij verantwoordelijk voor de wet die van Marinduque een aparte provincie maakte.
Na het einde van zijn termijn als afgevaardigde in 1922 was hij twee jaar jurist bij Manila Railroad Company tot hij in 1924 werd benoemd tot rechter van het Court of First Instance van Samar. In 1929 volgde een benoeming bij eenzelfde rechtbank Ilocos Sur en Abra en vanaf 1933 was hij rechter bij het Court of First Instance van Pangasinan. In 1936 werd Paras benoemd tot rechter van het Hof van beroep en vanaf 1940 was hij president van deze rechtbank tot hij op 23 december 1941 werd benoemd tot rechter van het Hooggerechtshof van de Filipijnen. Deze positie bekleedde hij de jaren erna, ook gedurende de Japanse bezetting van de Filipijnen. Op 2 april 1951 werd Paras door president Elpidio Quirino benoemd tot opperrechter van het Hooggerechtshof, nadat voorganger Manuel Moran was aangesteld als ambassadeur in Spanje. Hij bleef bijna tien jaar opperrechter tot zijn pensionering op 17 februari 1961. In deze periode slaagde hij erin om de grote achterstanden in lopende zaken, zoals die er waren zijn aantreden weg te werken.
Na zijn pensionering was hij consultant van het advocatenkantoor van Sycip, Salazar, Luna, Manola en Feliciano. Van 1964 tot 1968 voorzitter van de raad van bestuur van de Republic Bank. Ook was hij directeur en voorzitter van diverse andere organisaties. In 1967 werd hij door president Ferdinand Marcos benoemd tot voorzitter van een commissie die het Filipijnse verkiezingssysteem moest doorlichten. Paras kreeg gedurende zijn carrière diverse onderscheidingen, waaronder de Presidential Award of Merit en de Presidential Legion of Honor met de rang "Commander". 
Paras overleed in 1984 op 93-jarige leeftijd. Hij was getrouwd met Eliza Lardizabal en kreeg met haar zes kinderen: Edgardo, Jorge, Oscar, Leticia, Ricardo jr. en Elsie. Zoon Edgardo Paras was van 1986 tot 1992 ook rechter van het Hooggerechtshof van de Filipijnen.